# 벤 자이틀린
벤저민 해럴드 "벤" 자이틀린(영어: Benjamin Harold "Benh" Zeitlin, 1982년 10월 14일 ~ )은 미국의 영화 감독이다.

## 성장 과정
뉴욕 맨해튼에서 태어나 퀸스와 헤이스팅스온허드슨에서 자랐다. 웨슬리언 대학교를 졸업하였다. 부모는인 메리 어맨다 다건(Mary Amanda Dargan)과 스티븐 조엘 "스티브" 자이틀린(Steven Joel "Steve" Zeitlin)은 뉴욕에서 민속학자로 일한다. 아버지는 유대인이다.

## 경력
2004년 웨슬리언 대학교 스쿼시 코트를 따서 친구들과 함께 영화 회사 "코트 13"을 시작했다.
2012년 첫 장편 영화 《비스트》로 제 65회 칸 국제영화제에서 황금카메라상을 수상했다. 또한 선댄스 영화제에서 드라마 부문 심사 위원 대상을 수상했다. 제85회 아카데미상에는 작품상에 이름을 올렸으며, 지이틀린 자신도 감독상 후보에 올랐다.